# Марганецкий горно-обогатительный комбинат
Марганецкий горно-обогатительный комбинат — украинская горно-добывающая компания.
Полное название «ПАО „Марганецкий горно-обогатительный комбинат“» (Марганецкий ГОК).

## Деятельность
Марганецкий ГОК — одно из крупнейших в мире предприятий по добыче и переработке марганцевой руды. Разработка руды ведется открытым и подземным способами.
Производит марганец сернокислый, который находит применение в сельском хозяйстве, химической и нефтяной промышленностях. Марганцевый концентрат, производимый Марганецким ГОКом, является ценнейшим сырьем для производства высокосортных легированных сталей.
Предприятие разрабатывает восточную часть Никопольского месторождения марганцевых руд (Грушевско-Басанский участок). Самому месторождению Никопольского марганцево-рудного бассейна в 2015 г. исполнилось 130 лет со дня разработки.
Добыча марганцевой руды на комбинате ведется подземным и открытым способом, с последующим обогащением сырой руды на обогатительной фабрике. В структуре комбината три шахты, два карьера, автомобильный и железнодорожные цеха, вспомогательные цеха, обеспечивающие работоспособность основных производственных цехов.
В состав ПАО «Марганецкий ГОК» входят:
- 4 действующих шахты(№ 3/5, № 8, № 9/10, № 14/15), в том числе одна строящаяся;
- Грушевский карьер;
- Басанский карьер (в стадии ликвидации);
- обогатительная фабрика;
- цеха автомобильного и железнодорожного транспорта;
- вспомогательные цеха.

 
Кроме объектов промышленно-производственного назначения, в структуре комбината имеются объекты социально-культурного назначения:
- дворец культуры
- спорткомплекс
- санаторий -профилакторий
- парк
- летний дом отдыха «Чайка»
- дочернее предприятие — телерадиокомпания «МГОК — TV»

## Производство
Объём производства марганцевого концентрата:
- в 2010 году: 736,6 тыс. тонн
- в 2011 году: 748,8 тыс. тонн[2].
- в 2019 году: 523 тыс. тонн.
- в 2020 году: 551 тыс. тонн.[3]

## Финансовые показатели
- 2009 год: чистый убыток — 92,144 млн гривен
- 2010 год: чистый убыток — 127,074 млн гривен[4].

Начиная с 2012 года предприятие не рассчитывается с поставщиками.

### Структура предприятия
- 2 карьера для открытой добычи марганцевой руды,
- 7 шахт для подземной добычи,
- 2 обогатительные фабрики,
- вспомогательные цеха (ремонтно-механический, транспортный),
- вспомогательные службы.

## История
Месторождение марганцевых руд здесь было открыто в 1883 году.
В 1885 году на базе этого месторождения начал добычу руды Покровский рудник. По мере развития рудника и возникновения новых карьеров и шахт сформировался Марганецкий горно-обогатительный комбинат, который занимает восточную часть Никопольмарганцевого бассейна.

## Адрес
Украина, г. Марганец, Днепропетровская область, ул. Единства, 62.